# ايوان جورمان
ايوان جورمان (بالإنجليزية: Ewan Gorman)‏ هو مخرج بريطاني، ولد في 1970.

## وصلات خارجية
- ايوان جورمان على موقع IMDb (الإنجليزية)
- ايوان جورمان على موقع كينوبويسك (الروسية)